# Depressió major
La depressió major o trastorn depressiu major és un trastorn depressiu greu, persistent, amb baixa autoestima, desesperança i pèrdua d'interès o pèrdua de plaer en activitats normalment agradables. Els afectats també poden presentar deliris, al·lucinacions, idees suïcides o la síndrome de Cotard. Introduït per un grup de clínics nord-americans a mitjans dels anys setanta, el terme va ser adoptat per l'Associació Americana de Psiquiatria per a aquest grup de símptomes sota l'epígraf dels trastorns de l'estat d'ànim a la versió de 1980 de la classificació DSM-III, i s'ha utilitzat àmpliament des de llavors.
El diagnòstic del trastorn depressiu major es basa en les experiències descrites per la persona o els familiars i en un examen de l'estat mental de l'individu. No hi ha proves de laboratori rutinàries que ajudin a identificar el trastorn, però es poden fer diverses analítiques per descartar trastorns físics que puguin causar símptomes similars. La determinació dels nivells de determinats metabòlits en plasma, com ara la fosfoetanolamina, és útil per avaluar la gravetat de la depressió.
L'edat més freqüent d'aparició de la malaltia és entorn als 20 anys, amb les dones afectades aproximadament el doble de vegades que els homes. El curs del trastorn varia molt, des d'un episodi de mesos fins a un trastorn de tota la vida amb episodis depressius majors recurrents.
Les persones amb trastorn depressiu major se solen tractar amb psicoteràpia i antidepressius. Sembla que la medicació és efectiva, però l'efecte només pot ser més significatiu en els més deprimits. L'hospitalització del malalt (que pot ser involuntària) pot ser necessària en casos de negativa a seguir el tractament ambulatori amb important empitjorament de la simptomatologia depressiva o quan hi ha un risc significatiu de dany a si mateix o als altres. Es pot considerar la teràpia electroconvulsiva (ECT) en determinats pacients si altres mesures no són efectives.
Es creu que el trastorn depressiu major és causat per una combinació de factors genètics, ambientals i psicològics, amb un percentatge del 40% de risc genètic. Els factors de risc inclouen antecedents familiars de la malaltia, canvis importants en la vida, certs medicaments, problemes de salut crònics i trastorns per consum de substàncies. Pot afectar negativament la vida personal, la vida laboral o l'educació d'una persona, així com el son, els hàbits alimentaris i la salut general. El trastorn depressiu major va afectar aproximadament 163 milions de persones (el 2% de la població mundial) el 2017. El percentatge de persones afectades en un moment de la seva vida varia del 7% al Japó al 21% a França. Les taxes són més altes al món desenvolupat (15%) en comparació amb el món en desenvolupament (11%). El trastorn ocupa el segon lloc pel que fa a anys viscuts amb discapacitat, després del dolor lumbar. A Europa és la malaltia mental que té l'índex de suïcidi més alt.
S'ha demostrat que la depressió clínica té efectes sobre el cervell a nivell químic de manera que és mesurable mitjançant tècniques d'imatge. L'ús de tècniques de ressonància magnètica ha identificat una associació entre un volum hipocampal disminuït i la depressió infantil.

## Etiologia

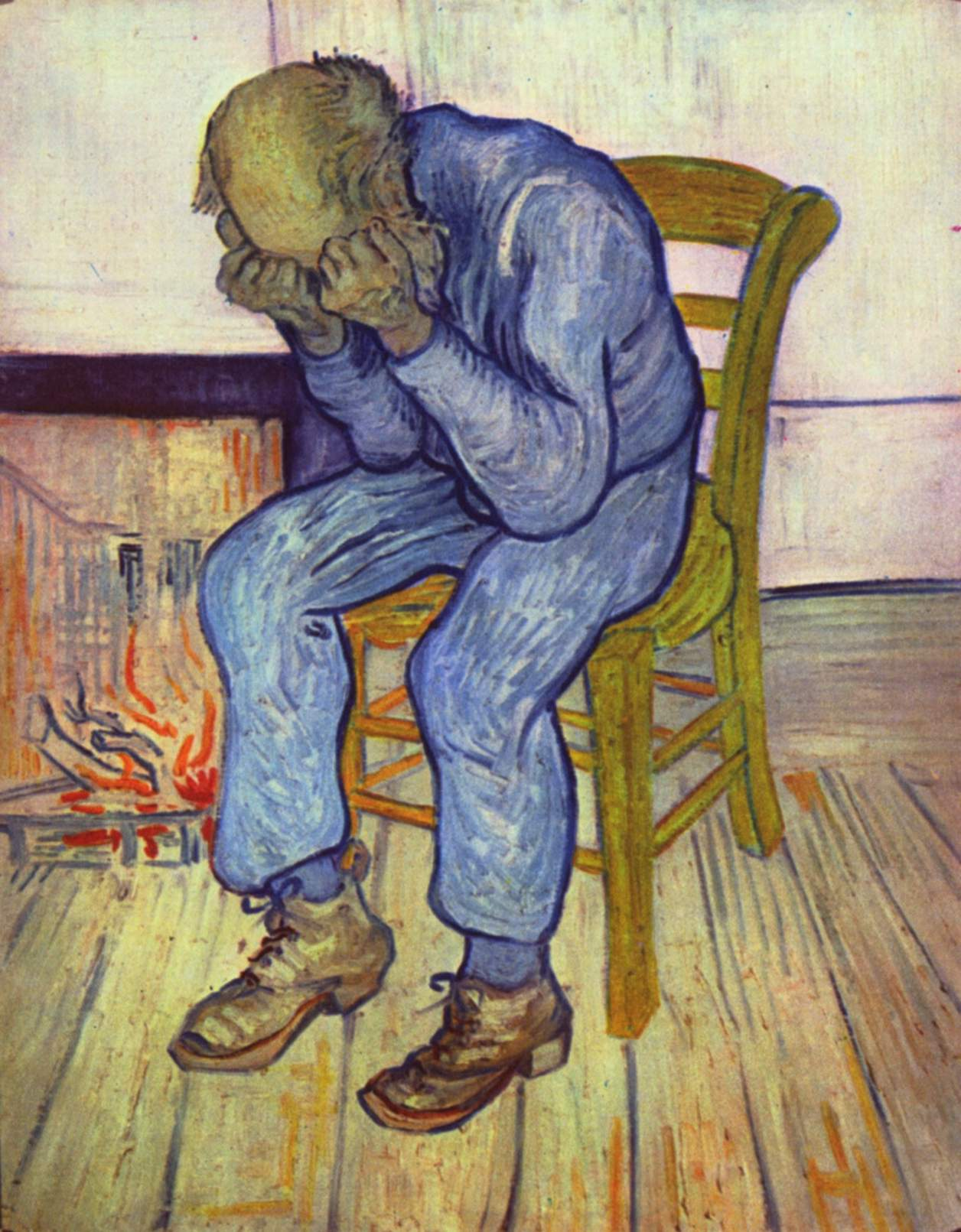
Vincent van Gogh, que va patir depressió, va pintar aquest quadre el 1890, on apareix un home que simbolitza la desesperació i tristesa soferta durant la depressió.

Múltiples factors, actuant moltes vegades en combinació, estan implicats en la depressió:
- Factors genètics: la depressió esdevé sovint en familiars consanguinis de pacients depressius.[26][27] Una revisió sistemàtica i metaanàlisi efectuada per experts nord-americans va estimar l'heretabilitat del trastorn en un 37%.[28] Alguns dels gens que han estat relacionats amb el desenvolupament de la depressió major són ZBTB20,[29] HTR1A, PCDH9,[30] SLC6A4[31] i MAOA.[32]
- Factors neurofisiològics: tant la disminució com la pèrdua d'eficàcia dels neurotransmissors disminueixen el to afectiu. Se sap que, de vegades, la depressió és deguda a un dèficit específic d'aquests neurotransmissors: serotonina, noradrenalina i dopamina.[33][34] Alguns investigadors creuen que la concurrència de determinats polimorfismes funcionals en el gen transportador de la serotonina 5-HHT i d'episodis estressants durant les primeres etapes de la vida podria estar associada amb el desenvolupament d'un fenotip depressiu i la cronificació del trastorn.[35][36]
- Factors socials i culturals: l'estrès de la nostra societat ha augmentat en els últims anys la incidència de la depressió.[37][38]
- Diversos estudis científics[39][40][41][42][43] han trobat correlacions significatives entre la depressió i alguns pesticides agrícoles.
- Abús de substàncies: la dependència alcohòlica i el consum de drogues psicoactives augmenten el risc de desenvolupar una depressió greu.[44]
- Dolor crònic: Molts dels pacients amb dolor constant i refractari al tractament, sobretot els d'edat avançada, pateixen una depressió greu.[45] Les dues condicions acostumen a coexistir i a exacerbar-se mútuament.[46]

Les circumstàncies que poden desencadenar la depressió en un individu amb trets disfòrics predisposants són molt diverses. Per exemple, traumes psicològics (mort d'éssers estimats, canvi de la situació laboral o altres similars) o una malaltia física crònica. Amb frequència, la depressió és una patologia concomitant en l'anorèxia nerviosa dels adolescents.

## Diagnòstic
El diagnòstic és fet pels metges, tant els especialistes en psiquiatria com pels metges de família i no sempre s'efectua amb facilitat. Aquest diagnòstic es fa després de l'entrevista clínica. Tanmateix hi ha diversos qüestionaris que ajuden a fer la diagnosi, com el Major Depression Inventory el Goldberg Anxiety and Depression Inventory o el Beck Depression Inventory-II, per exemple. No existeix cap anàlisi d'ús habitual o prova d'imatge senzilla que ajudi obtenir una diagnosi de certesa, encara que, de vegades, poden ser molt útils per excloure malalties físiques de base (incloent les neurològiques, nutricionals i metabòliques): malaltia de Parkinson, escorbut, síndrome de Wernicke-Korsakov, diabetis mellitus, hipotiroïdisme o tumors cerebrals.

## Subtipus
El DSM-IV-TR reconeix cinc subtipus de trastorn depressiu major, dites especificacions, a més d'assenyalar la durada, la gravetat i la presència de símptomes psicòtics:
- La depressió melancòlica es caracteritza per una pèrdua de plaer en la majoria o en la totalitat de les activitats i la manca de reactivitat als estímuls plaents, és a dir, que haurien de provocar plaer.[59] Un estat d'ànim més depressiu que el que seria natural en una situació de gran dolor o davant de la pèrdua d'un ésser estimat. Hi poden haver sentiments de culpa excessiva o injustificada.[60] Acostuma a donar-se un empitjorament dels símptomes en hores matinals. També es pot donar retard psicomotor associat a alteracions en zones de la substància blanca[61] o una pèrdua excessiva de pes degut a la disminució de la gana produïda per la gran tristesa ocasionada per la depressió.
- La depressió atípica es caracteritza per la reactivitat emocional i la positivitat, importants augments de pes o augment de la gana, son excessiva (hipersòmnia), una sensació de pesadesa a les extremitats coneguda com a paràlisi de plom,[62] i un deteriorament significatiu de les relacions socials a conseqüència de la hipersensibilitat a la percepció de rebuig personal ocasionat per altres persones.[63]
- La depressió catatònica  és una forma rara i molt greu de la depressió major,[64] en la qual hi ha pertorbacions en el comportament motor, entre altres símptomes.[65] Aquí la persona pot arribar a patir mudesa i quasi estupor. Hi pot haver una pèrdua de mobilitat, total o parcial, de certes zones del cos i la pèrdua de certes facultats psicomotrius. En certes ocasions el seu diagnòstic correcte és difícil, ja que la simptomatologia catatònica també és causada per altres trastorns mentals -com ara l'esquizofrènia- o patologies orgàniques.[66] Infreqüentment, pot ser la primera manifestació d'una malaltia de Creutzfeldt-Jakob.[67] o d'una neoplàsia maligna cerebral.[68] Encara que el tractament farmacològic de primera línia per aquesta singular condició psicopatològica són les benzodiazepines, hi ha casos en els quals l'administració de mirtazapina[69] aconsegueix molt bons resultats.[70]
- La depressió postpart es caracteritza per ser un trastorn depressiu associat amb el part de manera directa.[71] Fa referència a la intensa i sostinguda depressió que pateixen les mares després del part, que pot arribar a ser inclús incapacitant.[72] La depressió postpart, que té una taxa d'incidència d'un 10-15% entre les noves mares, en general es pateix en un termini d'entre un i sis mesos a partir del part i està relacionada amb diversos canvis hormonals.[73][74] No s'ha de confondre amb el “baby blues”.[75]
- El trastorn afectiu estacional (SAD) és una forma de depressió en la qual els episodis depressius sempre es donen a la tardor o a l'hivern, i arriben a la seva resolució a la primavera.[76] El diagnòstic es fa si almenys dos episodis o més s'han produït en els mesos més freds,[77] i no hi ha agut cap episodi a la primavera o estiu, durant un període de dos anys o més. S'assenyala directament com a desencadenant del brot depressiu la falta o disminució d'hores de llum en aquestes estacions.[78]

## Tractament
Els tres tractaments més habituals per a la depressió són la psicoteràpia, els antidepressius i, com a últim recurs i en casos greus, la teràpia electroconvulsiva. La psicoteràpia és el tractament preferent (més que la medicació) per a menors de 18 anys. Les directrius del 2004 del National Institute for Health and Care Excellence (NICE) del Regne Unit indiquen que els antidepressius no s'han d'utilitzar per al tractament inicial de la depressió lleu, ja que la relació risc-benefici és pobre. Les directrius recomanen que es consideri el tractament amb els antidepressius en combinació amb intervencions psicosocials per a:
- Persones amb antecedents de depressió moderada o greu
- Aquelles amb depressió lleu de llarga durada
- Com a tractament de segona línia per a la depressió lleu que persisteix després d'altres intervencions
- Com a tractament de primera línia per a depressions moderades o greus.

Les directrius assenyalen a més que el tractament antidepressiu s'hauria de continuar durant almenys sis mesos per reduir el risc de recaiguda i que els ISRS es toleren millor que els antidepressius tricíclics com l'amitriptilina. La mirtazapina és un fàrmac antidepressiu emprat en la depressió major de l'adult, que actua estimulant els neurotransmissors serotonina i norepinefrina/noradrenalina al bloquejar els receptors serotoninèrgics, α-adrenèrgics i histaminèrgics H1. Tot i que els seus efectes sedants poden augmentar el risc de caiguda quan s'administra a alguns ancians, té una notable eficàcia davant determinats quadres depressius senils que cursen amb insomni i anorèxia.
Les directrius de tractament de l'American Psychiatric Association recomanen que el tractament inicial s'ha d'adaptar individualment en funció de factors com la gravetat dels símptomes, els trastorns coexistents, l'experiència del tractament previ, la col·laboració de l'entorn familiar, el tipus de feina realitzada i les preferències personals. Les opcions poden incloure farmacoteràpia, psicoteràpia, exercici, injeccions de toxina botulínica, teràpia electroconvulsiva (TEC), estimulació magnètica transcranial repetitiva teràpia amb llum o teràpia assistida amb animals domèstics. Hi ha proves que l'atenció col·laborativa d'un equip de professionals de la salut produeix millors resultats que l'atenció rutinària d'un sol metge.
Les opcions de tractament són molt més limitades als països en desenvolupament, on l'accés al personal de salut mental, medicaments i psicoteràpia sovint és difícil. El desenvolupament de serveis de salut mental és mínim a molts països; la depressió es veu com un fenomen del món desenvolupat malgrat proves contràries, i no com una condició en potència inherentment mortal. No hi ha proves suficients per determinar l'eficàcia de la teràpia psicològica versus la mèdica en nens.

## Tractament de la depressió en adolescents
Erving Goffman és un sociòleg, antropòleg i escriptor que per aquest assaig es va centrar a estudiar com es viu el tractament en un centre intern de persones amb malalties de salut mental. Ell estudia el món social dels hospitalitzats mitjançant l'endinsament en aquest àmbit en primera persona. La tesi principal del seu llibre ''Internados'' és que els interns dins dels centres d'atenció a la salut mental o altres institucions, generen una vida interna i pròpia que, si s'analitza des d'una perspectiva propera, resulta significativa, raonable i normal. Una institució total, segons el sociòleg, és un lloc on els seus membres viuen focalitzats en el que passa dins d'aquesta. Ell conclou que els psiquiàtrics no compleixen la seva funció perquè el seu internament és un mètode de desajust, no d'ajust. No obstant això, existeix una gran varietat de tractaments de la depressió que no inclouen aquest intertament, que sol és necessari en casos molt avançats.
Segons la Universitat de Navarra, el tractament per a la depressió en adolescents és la combinació equilibrada de psicoeducació cap als pares, psicoteràpia i medicació.
1. Tractaments amb medicació:
L'hormona de la serotonina (ISRS) i la seva recaptació s'inhibeixen mitjançant els antidepressius. Els antidepressius són medicaments variats que actuen en el cervell creuant la barrera hematoencefàlica (BHE), cosa que significa que passen de la sang al cervell i treballar sobre les cèl·lules nervioses. La barrera hematoencefàlica actua com a sistema de protecció contra les substàncies que el cervell no reconeix. Aquests medicaments, quan estan a l'encèfal, s'adhereixen als receptors neuronals i treballen amb les membranes d'aquestes cèl·lules per desencadenar un efecte antidepressiu. Estadísticament, aquests fàrmacs alleugen els símptomes de la depressió major o la distímia entre d'altres.
Alguns exemples són:
- Anhedonia (incapacitat de sentir plaer).
- Abulia (falta de motivació).
- Pensaments suïcides.
- Tendència al plor.
- Pensament circular.

Tot i que aquests fàrmacs poden proporcionar ajuda, també sotmeten als pacients a possibles efectes secundaris. En aquest cas, és important consultar al metge. Malgrat això, no creen addicció ni canvis en la personalitat de l’adolescent.
2. Tractament psicoterapèutic a l’afectat i la seva família:
És valuós que aquest tractament es realitzi perquè en molts casos els pares assumeixen la culpa de la patologia dels seus fills adolescents. Cal modificar aquesta visió mitjançant la teràpia i ajudar l'afectat a canviar la seva percepció negativa a una més realista. Aquesta psicoteràpia ajuda, entre altres aspectes, a, per exemple: 
- Millorar l'autoestima.
- Tolerar millor la frustració.
- Augmentar la capacitat de gaudir en activitats lúdiques.
- Establir bones relacions amb iguals.
- Guanyar autonomia.

D'altra banda, la TCC (Teràpia cognitiva-conductual) analitza i reconeix les emocions i com aquestes afecten el comportament i tracta la gestió emocional envers els problemes.
La psicoeducació és fonamental a l'hora de fer aquest procés. Aquesta pràctica consisteix en un conjunt de mesures per conscienciar el pacient i la família del que és la malaltia, que la coneguin i que sàpiguen els seus símptomes i efectes.
Per al tractament, cal educar als centres escolars, professors i persones properes per tal de detectar-la i poder brindar ajuda als adolescents amb depressió.

## Mites de la depressió
La depressió ve envoltada per centenars de dades alarmants i titulars que ens informen de la magnitud de la malaltia i de la seva importància. Aquesta afecta aproximadament a dos milions de persones a Espanya. Malauradament, la desinformació i la ignorància cap a aquesta patologia fa néixer una sèrie de creences socials falses que en limiten l'acceptació i la integració.
El diari El Mundo publica un article anomenat “No, la depresión no es solo tristeza” en què Ana González Pinto, la presidenta de la Societat Espanyola de Psiquiatria Biològica, fa referència a cinc d'aquestes populars sentències envers la depressió:
1- La depressió no és real, tan sols és tristesa: D’una banda, la tristesa és un sentiment passatger que es viu en un moment determinat per culpa de una vivència negativa i que provoca ànim baix; d'altra banda, la depressió és un trastorn mental que necessita tractament en el qual intervenen determinants biològics, psicosocials i personals.
2- La depressió es cura sola: La depressió, tal com moltes altres malalties de caràcter psíquic o físic, necessita un tractament i un seguiment per poder-la curar sigui mitjançant fàrmacs, teràpies psicològiques o un internament en un centre especialitzat. Cal una ajuda professional.
3- El principal causant de la depressió és una experiència dolenta: Tot i que fets traumàtics poden ser un motiu de depressió, intervenen molts altres factors que causen la patologia com ara les addiccions, els fàrmacs o els problemes genètics o hormonals. A més a més, és clau ressaltar que els pacients, en la majoria dels casos, no posseeixen un únic causant concret.
4- Superar la malaltia és qüestió de fortalesa: La depressió major no està relacionada amb el caràcter de l'individu, com tampoc no es relaciona amb el sexe, amb el nivell social o amb l’econòmic. Així i tot, cal esmentar que existeixen tendències a la patologia. (Per exemple, estadísticament, les dones pateixen més depressió que els homes.)
5- Els nens no pateixen la malaltia: Aquest mite genera, a banda d'una exclusió social, un impediment per al tractament en els infants. L'OMS indica que el 3% de la població infantil pateix depressió. En nens i adolescents, per la poca informació, l'afecció resulta més difícil de detectar, però aquest fet no significa que no la pateixin, sinó tot el contrari.
En addicció, existeixen molts més mites que afecten la visió social de la malaltia. La Societat Mexicana de Salut Pública en recull alguns:
Creure que la depressió es pot curar amb pensament positiu, diu aquesta organització, és incoherent perquè l'origen està en el cervell, és a dir, té components físics tal com la diabetis, per exemple. Normalment, es creu que les teràpies antidepressives són una pèrdua de temps i sovint obviem els coneixements i les bases de les quals disposen tots els professionals de la salut mental.

## Breu història mèdica de la malaltia
Segons la teoria dels humors, un excés de bilis negra era la causa de la melancolia i la tristesa. Per Emil Kraepelin algunes de les característiques més significatives de la depressió eren la por ansiosa als fracassos personals i les idees hipocondríaques. Sigmund Freud opinava que la diferencia entre la depressió i la tristesa normal raïa simplement en la propensió de l'individu cap els sentiments de culpa exagerats.